# Михайловский район (Амурская область)
Миха́йловский райо́н — административно-территориальная единица (район) и муниципальное образование (муниципальный район) в Амурской области России.
Административный центр — село Поярково.

## География
Район расположен на юге Зейско-Буреинской равнины. На западе граничит с Константиновским, на северо-западе с Тамбовским, на севере с Октябрьским, на северо-востоке с Завитинским, на востоке с Бурейским районами области, на юге района проходит государственная граница с КНР. Площадь территории 3,0 тыс. км².

## История
В 1922 году район являлся Михайловской волостью Завитинского уезда Амурской губернии.
4 января 1926 года в соответствии с Декретом ВЦИК РСФСР был образован Михайловский район с центром в селе Михайловка в составе Амурского округа Дальневосточного края. 30 июля 1930 Амурский округ, как и большинство остальных округов СССР, был упразднён, его районы отошли в прямое подчинение Дальневосточному краю. В 1931 году центр района переведен в село Поярково. 20 октября 1932 года решением ВЦИК и СНК РСФСР о новом территориальном делении и районировании края район был включён в состав созданной Амурской области.
С 1 января 2006 года в соответствии с Законом Амурской области от 11 июля 2005 года № 30-ОЗ на территории района образованы 11 муниципальных образований (сельских поселений).

## Население
| 1959    | 1970    | 1979    | 1989    | 1990    | 1995    | 2000    |
| ------- | ------- | ------- | ------- | ------- | ------- | ------- |
| 20 081  | ↗21 869 | ↘20 887 | ↗21 113 | ↗21 384 | ↘19 989 | ↘18 054 |
| 2001    | 2002    | 2003    | 2004    | 2009    | 2010    | 2011    |
| ↘17 400 | ↘17 081 | ↘17 000 | ↘16 700 | ↘16 466 | ↘14 850 | ↗14 853 |
| 2012    | 2013    | 2014    | 2015    | 2016    | 2017    | 2018    |
| ↘14 841 | ↘14 744 | ↘14 512 | ↘14 199 | ↘14 044 | ↘13 948 | ↘13 685 |
| 2019    | 2020    | 2021    | 2023    |         |         |         |
| ↘13 362 | ↘13 104 | ↘12 916 | ↘12 478 |         |         |         |

## Территориально-муниципальное устройство
В Михайловский район входят 11 муниципальных образований со статусом сельских поселений:
| №  | Сельское поселение         | Административный центр | Количество населённых пунктов | Население (чел.) | Площадь (км²) |
| -- | -------------------------- | ---------------------- | ----------------------------- | ---------------- | ------------- |
| 1  | Воскресеновский сельсовет  | село Воскресеновка     | 4                             | 423              | 3835,00       |
| 2  | Димский сельсовет          | село Дим               | 1                             | 536              | 3150,00       |
| 3  | Дубовской сельсовет        | село Дубовое           | 3                             | 398              | 2601,00       |
| 4  | Зеленоборский сельсовет    | село Зелёный Бор       | 3                             | 779              | 4031,00       |
| 5  | Калининский сельсовет      | село Калинино          | 2                             | 674              | 4451,00       |
| 6  | Коршуновский сельсовет     | село Коршуновка        | 3                             | 420              | 3738,00       |
| 7  | Михайловский сельсовет     | село Михайловка        | 4                             | 1114             | 6230,00       |
| 8  | Нижнеильиновский сельсовет | село Нижняя Ильиновка  | 2                             | 370              | 2342,00       |
| 9  | Новочесноковский сельсовет | село Новочесноково     | 3                             | 606              | 2342,00       |
| 10 | Поярковский сельсовет      | село Поярково          | 1                             | 6726             | 3779,00       |
| 11 | Чесноковский сельсовет     | село Чесноково         | 3                             | 870              | 3030,00       |

### Населённые пункты
В Михайловском районе 29 населённых пунктов.
| №  | Населённый пункт | Тип нп       | Муниципальное образование  | Население нп |
| -- | ---------------- | ------------ | -------------------------- | ------------ |
| 1  | Арсентьевка      | село         | Михайловский сельсовет     | →186         |
| 2  | Винниково        | село         | Калининский сельсовет      | ↘177         |
| 3  | Воскресеновка    | село         | Воскресеновский сельсовет  | ↘230         |
| 4  | Воскресеновка    | ж.д. станция | Воскресеновский сельсовет  | ↘98          |
| 5  | Высокое          | село         | Новочесноковский сельсовет | ↘4           |
| 6  | Дим              | село         | Димский сельсовет          | ↘536         |
| 7  | Дубовое          | село         | Дубовской сельсовет        | ↘302         |
| 8  | Зелёный Бор      | село         | Зеленоборский сельсовет    | ↘523         |
| 9  | Кавказ           | село         | Воскресеновский сельсовет  | ↘64          |
| 10 | Калинино         | село         | Калининский сельсовет      | ↘580         |
| 11 | Коршуновка       | село         | Коршуновский сельсовет     | ↘420         |
| 12 | Красная Орловка  | село         | Чесноковский сельсовет     | ↘129         |
| 13 | Красный Восток   | село         | Коршуновский сельсовет     | ↘81          |
| 14 | Красный Яр       | село         | Зеленоборский сельсовет    | ↘131         |
| 15 | Куприяново       | село         | Новочесноковский сельсовет | ↘124         |
| 16 | Михайловка       | село         | Михайловский сельсовет     | ↗689         |
| 17 | Нижнезавитинка   | село         | Коршуновский сельсовет     | ↘54          |
| 18 | Нижняя Ильиновка | село         | Нижнеильиновский сельсовет | ↘283         |
| 19 | Новогеоргиевка   | село         | Михайловский сельсовет     | ↘26          |
| 20 | Новочесноково    | село         | Новочесноковский сельсовет | ↘565         |
| 21 | Петропавловка    | село         | Михайловский сельсовет     | ↗218         |
| 22 | Поярково         | село         | Поярковский сельсовет      | ↘6726        |
| 23 | Привольное       | село         | Дубовской сельсовет        | ↘50          |
| 24 | Черемисино       | село         | Зеленоборский сельсовет    | ↗124         |
| 25 | Чесноково        | село         | Чесноковский сельсовет     | ↘710         |
| 26 | Шадрино          | село         | Чесноковский сельсовет     | ↘205         |
| 27 | Шумиловка        | село         | Воскресеновский сельсовет  | ↘53          |
| 28 | Шурино           | село         | Дубовской сельсовет        | ↘74          |
| 29 | Ярославка        | село         | Нижнеильиновский сельсовет | ↘68          |

Упразднённые населённые пункты:
- 1976 год — села Вараксино и Вознесеновка
- 1977 год — село Слава

## Экономика
В районе на 1 января 2003 г. зарегистрировано 244 предприятия и организации, в том числе промышленных 14, сельскохозяйственных 98, строительных 5, торговли и общественного питания 16. Основная отрасль экономики: сельское хозяйство. Развиты земледелие и животноводство. Посевная площадь, занятая всеми сельскохозяйственными культурами, в 2008 г. составила 55,5 тыс. га. Поголовье крупного рогатого скота на начало 2008 г. насчитывало 6,8 тыс. голов, свиней 7,1 тыс. голов. В 2008 г. произведено сельскохозяйственной продукции (тонн): зерна 33,4 тыс., сои 22,9 тыс., картофеля 18,3 тыс., овощей 4,6 тыс., мяса 1,1 тыс., молока 8,8 тыс.
Крупные предприятия: ОАО по производству сухого обезжиренного молока (с. Поярково) (прекратило деятельность), Амурская машиноиспытательная станция (с. Зелёный Бор), АО «Славинский» (с. Дим), СХПК «Коршуновский» (с. Коршуновка), МУУП «Красный Орёл» (с. Красный Яр), ПСК «Петропавловский» (с. Петропавловка), колхозы «Дим» (с. Дим) и «Винниково» (с. Винниково), КФХ (с. Михайловка), Поярковская нефтебаза.